# Donkey Kong Country 2: Diddy's Kong Quest
Donkey Kong Country 2: Diddy's Kong Quest é um jogo eletrônico de plataforma desenvolvido pela Rare e publicado pela Nintendo em novembro de 1995 para o Super Nintendo Entertainment System. É o segundo jogo da série Donkey Kong Country. A história gira em torno de Diddy Kong e sua namorada, Dixie Kong, que tentam resgatar Donkey Kong depois de ser sequestrado pelo vilão King K. Rool. O jogo se passa em "Crocodile Isle", em que há oito mundos de ambientes diferentes, num total de 47 fases. Diddy's Kong Quest utiliza a mesma tecnologia gráfica de Donkey Kong Country, que apresenta o uso de imagens pré-renderizadas em modelos 3D.
Donkey Kong Country 2: Diddy's Kong Quest também foi relançado para o Game Boy Color em 1996 e Game Boy Advance em 2004. Além disso, o jogo foi disponibilizado para download no Virtual Console do Wii em 2007, do Wii U em 2015, do New Nintendo 3DS em 2016 e no serviço Nintendo Switch Online do Nintendo Switch em 2020. Ele foi seguido por uma sequência, Donkey Kong Country 3: Dixie Kong's Double Trouble! em 1996.
Diddy's Kong Quest recebeu aclamação da crítica, sendo amplamente considerado como um dos melhores jogos de plataforma 2D já feitos. Os elogios foram direcionado para seus gráficos, jogabilidade e trilha sonora. Foi o segundo jogo mais vendido de 1995, o sexto jogo mais vendido no SNES e o título SNES mais vendido que não vinha com o console.

## Jogabilidade
Diddy's Kong Quest é um jogo de plataforma side-scrolling 2D no qual o jogador controla tanto Diddy Kong ou Dixie Kong através de 47 níveis variáveis com oito mundos diferentes. O jogo apresenta uma grande quantidade de inimigos, que incluem répteis terrestres chamados Kremlings, ratos, abelhas e abutres. Inimigos em fases subaquáticas incluem baiacus, enguias e tubarões. Cada mundo culmina em uma luta contra um chefe, que é necessário para ser derrotado a fim de progredir para o próximo mundo. Semelhante à Donkey Kong Country, os personagens-jogadores podem neutralizar a maioria dos inimigos saltando sobre suas cabeças, dando cambalhotas, ou jogando barris. Quando atingido por um inimigo, o personagem ativo deixa a tela, assim, o controle irá mudar imediatamente para o outro personagem. O jogador pode recuperar o seu parceiro com barris marcados com "DK" durante o jogo. Se os dois personagens morrem, o jogador perderá uma vida e vai reiniciar a partir do último checkpoint, que vêm na forma de um barril pintado com estrelas. Se o jogador perde todas as suas vidas, o jogo terminará.
O jogador também pode pegar o outro personagem e jogá-lo em qualquer direção para alcançar áreas mais elevadas. Além disso, o jogo apresenta "amigos animais", que retorna de seu jogo antecessor. Animais jogáveis incluem Squitter a aranha, Glimmer o tamboril, Rambi o rinoceronte, Rattly a cobra cascavel, Clapper a foca, Enguarde o peixe-espada e Squawks o papagaio. Estes animais possuem habilidades únicas que o jogador pode utilizar, como a nova capacidade de Rambi e Enguarde para carregar ataques contra os inimigos, a capacidade de Squawks' de voo, e a capacidade de Rattly para saltar em alturas extremas.

## Enredo
Após derrotar o Rei K. Rool, os Kongs voltam para as Ilhas DK com a reserva de bananas de Donkey Kong. Logo depois DK estava relaxando, quando uma aeronave chamada Flying Krock se aproxima da ilha. K. Rool (agora como Capitão K. Rool) envia os Kremlings para a ilha e sequestra Donkey Kong. Ele só irá libertá-lo se a família Kong entregar a reserva de bananas de Donkey Kong para ele.
Então, Diddy e sua namorada (que não é sua prima) Dixie, encontram uma nota afirmando o sequestro de Donkey Kong por Capitão K. Rool no convés de um navio pirata, os dois partem juntos para a Crocodile Isle (o lar dos Kremlings) para resgatá-lo, mas para isso Diddy e Dixie precisam atravessar uma série de lugares da ilha, incluindo o Gangplank Galleon, o Crocodile Caudron, a Krazy Kremland e muitos outros. Durante a jornada, Diddy e Dixie são ajudados por uma variedade de animais para salvar Donkey Kong e derrotar K. Rool.

## Mundos e fases

### Mundo 1 -Gankplank Galleon (Galeão da Prancha)
O primeiro mundo do jogo ocorre no navio de K.Rool, o mesmo navio onde terminou o primeiro jogo. O mundo apresenta 5 fases e seu chefe é Krow.
- Fase 1: Pirate Panic (Pânico do Pirata)
- Fase 2: Mainbrace Mayhem (Caos na Vela Principal)
- Fase 3: Gangplank Galley (Galeria da Prancha)
- Fase 4: Lockjaw's Locker (Baú do Lockjaw)
- Fase 5: Topsail Trouble (Problema na Vela da Gávea)
- Chefe: Krow's Nest (Ninho do Krow)

### Mundo 2 -Crocodile Cauldron (Caldeirão de Crocodilo)
O segundo mundo é numa área cercada por lava, ele conta com minas e um navio partido ao meio. O mundo apresenta 5 fases e seu chefe é Kleever.
- Fase 1: Hot-Head Hop (Salto de Cabeça Quente)
- Fase 2: Kannon's Klaim (Canhões de Kannon)
- Fase 3: Lava Lagoon (Lagoa de Lava)
- Fase 4: Red-Hot Ride (Passeio em Brasa)
- Fase 5: Squawk's Shaft (Eixo do Squawks)
- Chefe: Kleever's Kiln (Forno do Kleever)

### Mundo 3 -Krem Quay (Cais dos Krem)
Este mundo fica num pântano, contendo um navio partido ao meio, e um espinheiro. O mundo apresenta 6 fases e seu chefe é Kudgel.
- Fase 1: Barrel Bayou (Rio Lento de Barril)
- Fase 2: Glimmer's Galleon (Galeão de Glimmer)
- Fase 3: Krockhead Klamber (Klamber Idiota)
- Fase 4: Rattle Battle (Batalha de Chocalho)
- Fase 5: Slime Climb (Escalada de Lodo)
- Fase 6: Bramble Blast (Explosão de Espinheiro)
- Chefe: Kudgel's Kontest (Competição de Kudgel)

### Mundo 4 -Krazy Kremland (Terra do Krem Louco)
Este mundo é o parque de diversões dos kremlings, ele contém colméias e um espinheiro. O mundo apresenta 6 fases e seu chefe é King Zing.
- Fase 1: Hornet Hole (Buraco de Vespa)
- Fase 2: Target Terror (Alvo do Terror)
- Fase 3: Bramble Scramble (Disputa no Espinheiro)
- Fase 4: Rickety Race (Corrida Vacilante)
- Fase 5: Mudhole Marsh (Pântano Lamacento)
- Fase 6: Rambi Rumble (Estrondo do Rambi)
- Chefe: King Zing Sting (Picada do Rei Zing)

### Mundo 5 -Gloomy Gulch (Ravina Sombria)
O quinto mundo se localiza em uma floresta assombrada, ele contém uma biblioteca e uma colméia. O mundo apresenta 5 fases e seu chefe é o fantasma de Krow.
- Fase 1: Ghostly Grove (Bosque Fantasmagórico)
- Fase 2: Haunted Hall (Salão Assombrado)
- Fase 3: Gusty Glade (Clareira Tempestuosa)
- Fase 4: Parrot Chute Panic (Pânico na Rampa do Papagaio)
- Fase 5: Web Woods (Floresta de Teia)
- Chefe: Kreepy Krow (Krow Assustador)

### Mundo 6 -K. Rool's Keep (Fortaleza de K. Rool)
O mundo é o castelo de K. Rool, ele contém geleiras e uma mina de esmeraldas. O mundo apresenta 6 fases e não tem chefe.
- Fase 1: Arctic Abyss (Abismo Ártico)
- Fase 2: Windy Well (Bem Ventoso)
- Fase 3: Castle Crush (Esmagamento do Castelo)
- Fase 4: Clapper's Cavern (Caverna do Clapper)
- Fase 5: Chain Link Chamber (Câmara do Elo de Corrente)
- Fase 6: Toxic Tower (Torre Tóxica)
- Cena Especial: Stronghold Showdown (Confronto da Fortaleza)

### Mundo 7 -The Flying Krock (O Krock Voador)
O mundo é a aeronave de K. Rool e contém um espinheiro. O mundo apresenta apenas 1 fase e seu chefe é K. Rool.
- Fase 1: Screech's Sprint (Corrida do Screech)
- Chefe: K. Rool Duel (Duelo Com K. Rool)

### Mundo 8 -The Lost World (O Mundo Perdido)
O mundo secreto do jogo contém florestas, um vulcão e uma geleira, além de ter o núcleo da ilha. O mundo apresenta 5 fases e seu chefe é K. Rool.
- Fase 1: Jungle Jinx (Azar na Selva)
- Fase 2: Black Ice Battle (Batalha no Gelo Negro)
- Fase 3: Klobber Karnage (Carnificina do Klobber)
- Fase 4: Fiery Furnace (Fornalha Ardente)
- Fase 5: Animal Antics (Travessuras dos Animais)
- Chefe: Krocodile Kore (Núcleo de Crocodilo)

## Chefes
- Krow: Krow é uma espécie de corvo que ataca os kongs com seus ovos e é o chefe do primeiro mundo. Para matá-lo os kongs usam ovos que o chefe joga na arena.

- Kleever: Kleever se parece com uma espada viva que ataca os kongs dando espadadas ou com bolas de fogo e é o chefe do segundo mundo. Para matá-lo os kongs usam balas de canhão que caem na arena.

- Kudgel: Kudgel é um kremling gigante, irmão de Klubba e chefe do terceiro mundo. Ele ataca os kongs com pequenos terremotos quando ele pula de um lado para outro, além de usar seu taco quando os kongs estiverem paralisados com os terremotos. Para matá-lo os kongs usam barris TNT que caem na arena quando o chefe causa os terremotos.

- King Zing: King Zing é o zangão rei e o chefe do quarto mundo. Ele ataca os kongs indo de um lado para outro. Para matá-lo os kongs se tranformam em Squawks, atacando o chefe com os ovos que ele solta pela boca no ferrão postiço dele, após 3 ataques, King Zing se tranforma numa abelha vermelha rodeada por amarelas, ao matar as amarelas ele se transforma numa abelha comum e com mais 3 ataques de Squawks ele morre.

- Kreepy Krow: No quinto mundo os kongs enfrentam o fantasma de Krow. Ele ataca os kongs com corvos fantasmas e vivos, e com ovos também. Para matá-lo os kongs usam barris que surgem na arena quando um corvo vivo é morto.

- Kaptain K. Rool (Round 1): O primeiro confronto com K. Rool ocorre em sua aeronave, ele ataca os kongs com sua arma que solta balas de canhão, balas com espinhos e fumaças que dão diferentes reações nos kongs. Para derrotá-lo os kongs precisam jogar balas de canhão (que caem na arena por influencia do chefe ou não) na arma dele quando suga os kongs.

- Kaptain K. Rool (Round 2): O segundo e último confronto com K. Rool acontece em The Lost World no núcleo da ilha. Ele ataca os kongs com sua arma e para derrotá-lo de vez os kongs usam uma bala de canhão que sai da arma do chefe no fim dos ataques.

## Trilha Sonora
A trilha sonora foi composta por David Wise e foi lançada no Estados Unidos com o título The Original Donkey Kong Country 2 Soundtrack. A composição musical mantém a mesma semelhança do jogo antecessor, com influências de diversos gêneros musicais como big band, disco e hip hop. As melodias e os ritmos são com tons cômicos e as vezes, melancólicos. Certos temas musicais lembram composições de Vangelis e do Phil Collins. Wise citou que se inspirou nos temas musicais do compositor Koji Kondo que trabalhou nos jogos das séries Zelda e Mario. A trilha sonora do jogo Plok! composta por Geoff e Tim Follin e diversas outras trilhas sonoras de filmes que utilizavam sintetizadores lançados na década de 1980 foram influências para Wise compor a música da série Donkey Kong Country. Assim como com seu antecessor, a música foi produzida para o chip SPC700 do SNES para o jogo soar semelhante ao sintetizador Korg Wavestation.
A faixa "Stickerbush Symphony" recebeu grande aclamação da crítica. O jornalista norte-americano da Kotaku, Ethan Gach definiu a faixa como "melancólica e reflexiva" e pra ele foi "um dos momentos mais transcendentes em um jogo de plataforma". Para um jornalista da ClashMusic.com, o músico Skott, considerou a faixa como uma "boa música para cozinhar ou dirigir" e avaliou a música como uma das suas favoritas.

## Recepção
O jogo foi recebido com elogios da crítica. Detendo uma pontuação total de 90% na GameRankings, o sétimo jogo melhor ranqueado do SNES; ao passo que o relançamento no Virtual Console e a versão Game Boy Advance têm ambas uma pontuação de 80% na GameRankings e Metacritic, respectivamente. Diddy's Kong Quest vendeu 5,15 milhões de cópias no mundo todo pelo SNES; o número total de cópias vendidas no Japão foi de 2,20 milhões e 2,10 milhões nos Estados Unidos. Foi também o segundo jogo mais vendido de 1995, após Yoshi's Island, e o quinto jogo mais vendido no SNES.
Além da trilha sonora, os gráficos também foram um dos aspectos elogiados do jogo. Aaron Kosydar da allgame pensou que os gráficos de Diddy Kong Quest foram superiores do que a de seu antecessor, afirmando que o jogo "parece tão legal quanto ele desempenha" e também disse que "a qualidade que a Rare colocou nele o torna um verdadeiro clássico". Frank Provo da GameSpot definiu os gráficos como "mais detalhados", apesar de admitir que parecia estilisticamente semelhante ao primeiro jogo. Em uma revisão retrospectiva, Mark Birnbuam da IGN afirmou que, embora o original "vangloriou-se de alguns dos mais belos gráficos" no momento do SNES, Diddy's Kong Quest ofereceu uma experiência superior devido ao seu detalhe, animação suave e variação das paletas de cores.

## Bug do nivel Castle Crush
A falha do Castle Crush tornou-se infame entre os fãs como a falha mais fatal da série. Para fazê-lo, o jogador deve entrar Castle Crush com Diddy Kong como o personagem principal (Dixie é opcional, mas não pode ser o personagem principal). Então, o jogador deve pegar o primeiro DK Barrel e segurá-lo contra uma parede. O jogador deve agora soltar o barril e rapidamente pegá-lo novamente; Se feito corretamente, o barril vai quebrar, mas Diddy vai agir como se ele ainda está segurando. Ao jogar o "barril invisível", várias coisas poderiam acontecer. Comumente o barril de Rambi aparecerá e fará com que Diddy se transforme em várias coisas, incluindo um sprite preto (amarelo, em raríssimas ocasiões) contínuo de Kleever (em alguns casos, aparece um sprite preto de Squitter, e muito raramente, um sprite preto de um ferrão de uma abelha, possivelmente de King Zing, o mais comum é um sprite preto de Krow morto) ou um Klubba multi-colorido (existe um sprite multi-colorido de K. Rool, mas é muito difícil de fazê-lo, e existe também um sprite multi-colorido de uma bala de espinhos de K. Rool, porém é ainda mais difícil de fazê-lo), para nomear alguns. Os efeitos são de curta duração, embora todas as tentativas de mover-se resultará no jogo quebrando. Possivelmente, há um bug para transformar Rambi em um Rambi dourado. Há ainda uma tela que diz que uma irregularidade foi detectada, e que o jogador deve desligar a energia, aguardar 10 segundos, e então, ligá-la novamente (corrupção da SRAM). É muito raro quando se provoca o bug e acontece apenas de paralisar o jogador.
As conseqüências da falha podem variar. Embora alguns tenham tido sorte de escapar sem efeitos nocivos, outros relataram que os dados de salvamento foram apagados devido à corrupção de arquivos, o jogo ficando corrompido até o ponto de estar perto de não ser jogado. Pior ainda, mas raramente, alguns consoles SNES foram danificados e tornam-se não funcionais por causa desta falha.
Apesar da Nintendo a ser notificado sobre esse caso a Nintendo alertou aos jogadores para não pegar o barril DK e fazer esse bug porque pode causar uma falha que o seus dados salvos podem ser apagado pela corrupção de arquivos e o cartucho pode ser danificado, embora disso houve relançamentos e o seu bug foi eliminado para versões de Game Boy Advance e Wii, mas exceto para versão de Wii U.